# Lansfordite
La lansfordite è un minerale, un carbonato di magnesio pentaidrato.